# Ignát Hořica
Ignát Hořica (28. července 1859 Brno – 3. dubna 1902 Marseille) byl český důstojník, novinář, spisovatel a politik. Do roku 1884 sloužil v armádě, poté redigoval časopisy (např. Svobodný občan ve Slaném, Plzeňské listy, Hostimil) a do dalších přispíval. Roku 1897 zvolen do Říšské rady, r. 1901 do Českého zemského sněmu za mladočeskou stranu. Podporoval české obyvatele Slezska a severní Moravy, prosazoval česko-polskou spolupráci, zastával se zájmů vojáků a vídeňských Čechů, věnoval se národohospodářským otázkám. Psal a překládal prozaické práce, některé pod pseudonymem J. H. Bučovský. Zemřel náhle na ozdravném pobytu.

## Život

### Mládí a studium
Narodil se 28. července 1859 v Brně v rodině nižšího úředníka. Dětství strávil v Bučovicích (odtud pochází jeho pozdější pseudonym Bučovský). Vystudoval reálku a kadetní školu v Brně, poté pokračoval na vojenské škole v Terstu. Po jejím absolvování nastoupil k 45. pěšímu pluku v Sanoku a později k 28. pluku v Praze a Českých Budějovicích. Během cvičení měl také možnost poznat Dalmácii.

### Novinářem a menšinovým aktivistou
Slibnou důstojnickou kariéru ukončil vztah k Marii Laudové. Aby se s ní mohl oženit, musel podle tehdejších předpisů složit kauci. To však odmítl a roku 1884 požádal o propuštění z vojska. Dobrovolně tak vyměnil stálé zaměstnání, na které byl připraven, za nejistou obživu novináře a spisovatele. Nejprve pracoval ve Valečkově knihkupectví. Roku 1885 se oženil a stal redaktorem časopisu Svobodný občan ve Slaném, o rok později přešel do Plzeňských listů. V Plzni samostatně vydával časopisy Český západ a Na stráži. Určitou dobu přispíval i do Moravských listů v Brně. Od roku 1887 psal fejetony, referáty a úvahy do Národních listů. Spolupracoval i s časopisy Osvěta, Vojenské listy a Vyšehrad. V roce 1891 se stal vedoucím žurnalistické kanceláře Jubilejní výstavy. Věnoval se i národohospodářským otázkám. Roku 1893 se stal redaktorem odborného časopisu Hostimil, zaměřeného na hostinské a další živnostníky, a podstatně zvýšil jeho úroveň. Redigoval také Vývozní zprávy.
Mnoho úsilí věnoval podpoře české menšiny ve Slezsku. Psal o ní články, pořádal přednášky, sbíral knihy a pomáhal otevírat knihovny. Podporoval rovněž vídeňské Čechy.

### Říšským a zemským poslancem
Na schůzích se projevilo jeho řečnické umění a schopnost přesvědčit publikum. Toho využil ke vstupu do politiky. Ve volbách roku 1897 byl zvolen za svobodomyslnou (mladočeskou) stranu poslancem Říšské rady (celostátní zákonodárný sbor), kde reprezentoval městskou kurii, obvod Příbram, Březové Hory, Hostomice, Dobříš, Radnice a Blatná. Poměrem hlasů 136:13 tehdy porazil známého staročeského politika Riegra. Mandát obhájil ve volbách roku 1901 a zasedal zde až do své smrti roku 1902. Na poslaneckém postu ho potom nahradil Jan Dvořák.
Ve vídeňském parlamentu zastával funkci zapisovatele. V debatách prosazoval česko-polskou spolupráci a vyjadřoval se k vojenským záležitostem, zejména usiloval o větší podporu vdov a sirotků po vojácích. V květnu 1897, krátce po vstupu do sněmovny, se zúčastnil souboje, na který jej vyzval německý poslanec Karl Hermann Wolf po výroku o „nestydatém chlapovi“. Duel, ve vídeňském parlamentu poměrně neobvyklý, vyvolal velký rozruch; oba sokové se při něm zranili na ruce. Hořica zde využil svých předchozích zkušeností cvičitele šermu v armádě.
Roku 1899 a znovu v řádných volbách roku 1901 byl rovněž zvolen do Českého zemského sněmu.
V zákonodárných sborech byl temperamentním řečníkem — své postoje prosazoval ostře proti oponentům a vracel jejich údery, rozdílnost názorů ale nikdy nepovažoval za důvod k osobnímu nepřátelství. Přátelé ho znali jako dobrého společníka. Ovládal němčinu, francouzštinu, chorvatštinu a polštinu; domluvil se i italsky, rusky a anglicky.

### Nemoc a úmrtí
Velké vypětí spojené s parlamentním jednáním, zejména účast na mladočeské obstrukci v roce 1900, mělo nepříznivý vliv na jeho zdraví. Začala se u něj projevovat nervová choroba a záducha (astma). Zprvu odmítal polevit, nakonec se ale rozhodl pro zdravotní cestu na jih Evropy. 25. března 1902 odjel s patnáctiletou dcerou Marií, chovankou Pöttingova ústavu v Olomouci, přes Švýcarsko (kde měla začít studovat) do Francie. Během pobytu v Marseille se mu 2. dubna udělalo na procházce nevolno a vrátil se do hotelu. V noci nemohl spát a když následujícího dne v 8 hodin ráno vstával, ranila ho mrtvice[nepřesný odkaz].
O úmrtí byl informován francouzský předseda vlády Pierre Waldeck-Rousseau, který požádal marseilleské úřady o zajištění převozu ostatků do Prahy. Hořica byl pohřben 13. dubna na Vyšehradském hřbitově za účasti politických představitelů, polských zástupců, vojenské hudby a mnoha občanů. Vdova Marie Laudová-Hořicová dostala množství soustrastných telegramů. Haličské noviny připomněly jeho přátelské vztahy s Poláky, pohostinnost vůči polským návštěvníkům, jeho časté návštěvy v Zakopaném a snahu o sblížení obou národů. Pozitivně ho hodnotili i Slovinci a částečně i Chorvaté, i když ti také připomněli, že v srbsko-chorvatském sporu byl spíše na straně Srbů.

## Dílo
Vedle novinářské činnosti byl autorem následujících prací, zčásti vydaných pod pseudonymem J. H. Bučovský:
- Drobné črty a povídky (1891)
- Drobné črty a povídky vojenské (1893)
- Z vln života : vojenské a jiné črty a novelky (1893)
- Pamatujte na Slezsko! : úvahy a feuilletony (1893)
- Kresby a příběhy (1894)
- Na Černé Hoře (1895)
- Obrázky ze Slezska (1896)
- Osoby a věci v Chorvatsku (1896)
- Z lidské bídy (1896; sedm novelistických prací, shrnujících autorův pesimistický, byť ne zcela beznadějný pohled na život)[13]
- Listy z Čech ; obrázky z Moravy a Slezska (1898)
- O poměrech Čechů a Němců v zemích českých i v Rakousku se zřetelem k událostem v roce 1897 (1898)
- Črty a povídky vojenské (1900)
- Povídky a feuilletony (1901)
- Věra Budinská : kus našeho života (1901)
- Smutné i veselé z Bosny a Hercegoviny : ze zápisků mladého důstojníka (1909)
- Petr Fastr : životopis s úvodem všeobecným (nedatováno; viz též Petr Faster)

Překlady:
- Eugen Kumičić: Rodinné tajemství : činohra ve třech jednáních (1891)
- Emile Zola: Doktor Pascal (1893)
- Marcel Prévost: Polopanny (1896)